# Wenngrenska huset
Wenngrenska huset är en byggnad vid Gustaf Adolfs Torg i Nordstaden i Göteborg. Adressen är Gustaf Adolfs Torg 3 och fastighetsbeteckningen Nordstaden 16:2. Huset blev byggnadsminne  21 december 1973.
Byggnaden, ursprungligen ett bostadshus, består av fyra längor kring en gård, där södra längan mot Gustaf Adolfs Torg är huvudbyggnad. Denna uppfördes omkring 1760 i två våningar och påbyggdes före 1820 med ytterligare en våning. Under 1800-talet fullbordades det fyrlängade komplexet i olika omgångar. 1881 ändrades fasaden i huvudbyggnadens bottenvåning. Den används numera av kommunstyrelsen.

## Historik

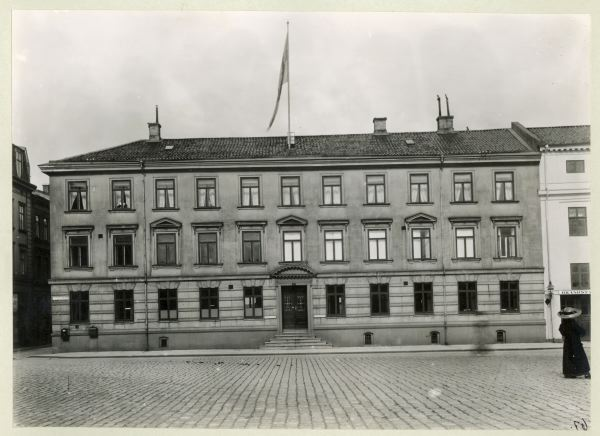
Wenngrenska huset. Foto från 1912 av Aron Jonason. Originalet finns i Göteborgs stadsmuseums bildsamling.

Byggnaden uppfördes som bostadshus åt rådman Sven Wenngren efter ritningar av stadsarkitekt Bengt Wilhelm Carlberg och bestod av en huskropp i två våningar med fasad mot torget. Det byggdes 1820 på med ytterligare en våning och ungefär samtidigt tillkom flyglar mot väster, öster och norr. Sedan dess består komplexet av fyra hus runt en gård med det ursprungliga huset som huvudbyggnad mot torget. 
Wenngrenska huset såldes kort efter färdigställandet till postdirektör Anders Gjers, som inrättade postlokal i huset. Så förblev det fram till 1873 då verksamheten flyttade till ett nybyggt posthus vid Packhusplatsen och Riksbanken och en hypoteksförening flyttade in i stället. Huset är också känt som "Lönenämndens hus", vilket kommer från den tiden. Efter att Riksbanken och hypoteksföreningen flyttat ut kom i stället stadens kommunledning in i huset.
Wenngrenska huset  har funnits i Higabs fastighetsbestånd sedan 1991. Tillsammans med Börshuset och Stadshuset utgör det kvarteret Högvakten.

## Beskrivning
Byggnaden har en rusticerad nedervåning. Sadeltaket är täckt med glaserat tegel. Huvudingången är placerad på byggnadens mitt. Byggnaden har en viktig miljöskapande roll tillsammans med omgivande byggnader, som inramar Gustaf Adolfs torg.

## Referenser

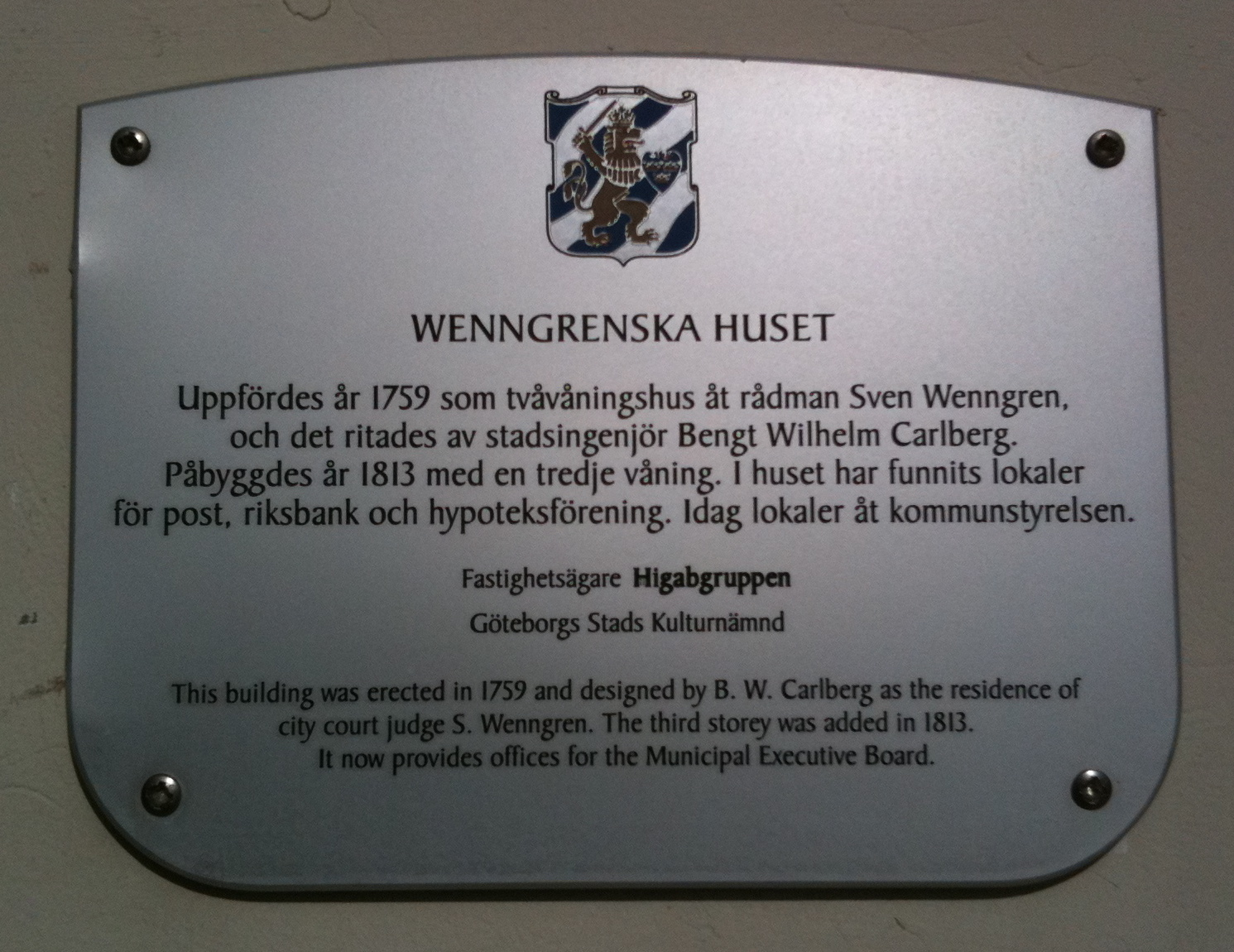
Wenngrenska huset - plakett.